# Ben Rothwell
Ben Rothwell, född 17 oktober 1981 i Kenosha, Wisconsin, är en amerikansk MMA-utövare som sedan 2009 tävlar i organisationen Ultimate Fighting Championship.